# روميوفيل (إلينوي)
روميوفيل (بالإنجليزية: Romeoville)‏ هي منطقة سكنية تقع في الولايات المتحدة في إلينوي. يقدر عدد سكانها بـ 39,912 نسمة .